# 池田末男
池田 末男（いけだ すえお、1900年〈明治33年〉12月21日 - 1945年〈昭和20年〉8月18日）は、日本の陸軍軍人。陸士34期。
太平洋戦争終戦3日後の1945年（昭和20年）8月18日 午前1時30分頃、千島列島（日本領）と南樺太（日本領）の占領を図る赤軍が、占守島（千島列島の北端）に侵攻してきた（占守島の戦い）。
池田は戦車第11連隊を陣頭指揮して赤軍を迎え撃ち、8月18日午前に戦死した（満44歳没）。戦死時の階級は陸軍大佐、戦死により同日付で陸軍少将に進級。

## 占守島の戦いまで

### 陸軍騎兵将校となる
愛知県豊橋市向山町（現）で出生。陸軍憲兵少佐・池田筆吉の五男。兄の池田廉二（陸士23期）は陸軍中将。
愛知県豊橋中学校（現：愛知県立時習館高等学校）、陸軍中央幼年学校予科（東京陸軍幼年学校に相当）、陸軍中央幼年学校本科（後の陸軍士官学校予科、陸軍予科士官学校）を経て、陸軍士官学校に入校。大正11年7月28日に卒業し（34期）、陸軍騎兵将校となった。騎兵連隊の中隊長を務めた後は教育畑を転々とし、1941年（昭和16年）11月、満洲・公主嶺の陸軍戦車学校の教官に着任。翌年11月、四平に陸軍戦車学校が移転したのち、1944年（昭和19年）7月15日に陸軍戦車学校 校長代理。

### 戦車第11連隊長に着任
昭和19年12月、戦車第11連隊長（第5方面軍 第91師団隷下）に発令された。戦車第11連隊は占守島（千島列島北端）に所在していた。敵潜水艦の跳梁により、満洲から占守島への赴任には日数を要した。1945年（昭和20年）1月22日、幌筵島の柏原港に到着して第91師団長 堤不夾貴中将に伺候し、直ちに占守島の長崎に渡り、連隊長代理の池田吉四郎少佐らに出迎えられて、千歳台の連隊本部に入った。1月24日に布達式。

## 占守島の戦い：四嶺山の戦闘

### 戦車第11連隊の概況
昭和20年（1945年）8月時点で、戦車第11連隊は人員764名で、6個戦車中隊と1個整備中隊を有していた。装備する戦車は、一式中戦車（47㎜対戦車砲）19両、九七式中戦車（57㎜砲）20両、九五式軽戦車（37㎜砲）25両、計64両であった。

### ポツダム宣言を受諾した日本への攻撃を続けるソ連
昭和20年（1945年）8月7日に、翌年の昭和21年（1946年）4月まで有効だった日ソ中立条約を破棄して日本に宣戦布告し、圧倒的な兵力で満洲と朝鮮北部の占領を確実にしていたソ連は、さらなる戦果（領土・資産）を確保すべく、渡洋侵攻による千島列島と南樺太（日本領）の占領を企図していた。
日本が連合国にポツダム宣言受諾を通告した後に、ソ連政府が「ソ連極東軍は日本への攻撃を継続する」旨を、アメリカ政府・イギリス政府・中華民国政府に伝えた事実がある（日本の降伏に関するソ連軍参謀本部の布告、ゲオルギー・ジューコフ元帥が署名）。

### 出撃
8月15日の玉音放送後、戦車第11連隊は武装解除を始めていた。しかし、8月18日01:30過ぎに、ソ連領カムチャッカ半島に面した砂浜である国端崎（占守島北端、かつ千島列島北端）に、ソ連軍部隊（1個師団〈8363名〉・火砲218門）が上陸を開始した。
国端崎には、アメリカ海軍の戦艦による艦砲射撃を想定した、岩盤を穿った堅固な地下陣地があり、独立歩兵第282大隊 第3中隊長・黒木松雄中尉が指揮する守備隊（歩兵1個中隊・火砲12門〈速射砲3門・大隊砲3門・臼砲4門・野砲2門〉）がソ連軍部隊に少なからぬ損害を与えたが、ソ連軍先遣隊は8月18日05:00までに上陸を終え、占守島内陸部に進んだ。
8月18日02:30、戦車第11連隊本部（千歳橋）において、池田は第91師団長 堤不夾貴中将の命令
「戦車第11連隊長は、師団工兵隊のうち2個中隊を併せ指揮して国端崎方面に急進、敵を撃滅すべし（要約）」
を受領した。池田はただちに大和橋の第4中隊に索敵を命じ、本部および隷下の各中隊に、戦闘準備と占守島中央部の天神山への集結を命じた。

### 訓示
05:00、池田は天神山に進出した。戦車第11連隊の主力も天神山に集結しつつあった。一方、占守島中部・四嶺山の陣地に拠る、占守島北部を守る独立歩兵第282大隊（大隊長：村上則重少佐。村上大隊）主力は、優勢なソ連軍部隊に包囲されて全滅に瀕していた。しかし、武装解除を始めた後の戦闘準備には時間を要し、05:00時点で池田が戦闘に投入できる戦車は、25両（戦車第11連隊の全戦車の4割程度）に留まり、戦車を支援する歩兵・工兵はゼロであり、「歩兵・工兵の支援を受けない、戦車のみでの戦闘」しかできない状況であった。
戦車第11連隊の中隊長の一人伊藤力雄と同期で自身も一時、11連隊の中隊長であったこともある潮田健二によれば、「歩兵・工兵の支援を受けない、戦車のみでの戦闘」は、敵の対戦車兵器の脅威を排除できないため著しく不利となること、ソ連軍は有力な対戦車兵器を有していることは、池田も分かっていたという。ただし、当時師団作戦参謀の水津満や11連隊の小隊長の一人であった内田弘少尉の証言からは、相手がソ連軍と分かったのは戦闘後かなり時間が経ってからのことで、霧の中の戦闘でもあり、当初敵は正体不明としながらも米軍と思っていたことが窺える。内田少尉によれば、なんといっても撃滅せよとの命令であったこと、敵は歩兵ばかりで一ひねり出来るとの判断があったことを挙げ、池田に死所を得たという気があっただろうとしながらもそのために部下を道連れに無謀に突っ込んでいったという見方に反対している。
通常、上位の者の戦車から優先して整備していくことになる。その結果、連隊長や中隊長の将校車が先に戦場に揃い、彼らから桶狭間的に突っこんでいき、戦死することになる。

意を決した池田は、麾下将兵に下記のように訓示した。
全員がこぞって手を挙げて応え、池田は落涙を禁じ得なかったという。一方で、戦車兵らは下士官とはいっても下は16歳の者もいて多くは年若く、終戦と聞いて母に会えると喜ぶ者もいたほどまだ子どものようで、このように言われて思わず手を挙げたのだろうと評する古参の将兵の声もある。
05:30、池田は麾下部隊を率いて天神山を出撃し、村上大隊が死闘を続ける四嶺山に急行した。工兵1個中隊が後を追った。

### 最期の日の池田の姿

#### 突撃
戦車第11連隊 第3中隊 第3小隊長として四嶺山の戦闘に参加した 内田弘 少尉は、戦死を免れた数少ない将校の一人であり、停戦後のシベリア抑留にも耐えて21世紀まで生き抜き、大野芳（占守島の戦いから65年後の2010年に『8月17日、ソ連軍上陸す』〈中公文庫〉を上梓した）のインタビューに応じ、下記のように語った。
ただし、この攻撃の際、池田は上半身裸で指揮をとっていたとの話が伝わる。内田少尉自身が、より当時に近い1968年頃の読売新聞の取材に対しては、池田連隊長が上半身裸であったことを語っている。このとき、池田は砲塔に袴乗（またがること。視点を少しでも高くしようとしたと思われる。）し、戦闘開始後すぐに銃撃を受けて亡くなった丹生少佐の遺体を砲塔に括りつけていた（遺体を戦場に放置し、後で発見困難になり回収できなくなることを恐れたと考えられる。なお、『昭和史の天皇』からは、戦車内はすでに満員で皆が戦場にいち早く駆け付けようとして丹生らが車外につかまる形で同乗したことが察知される。）という。この話は、戦後シベリアから復員してきた部下らから樋口北方軍司令官も聞いている。一方で、池田の元部下が戦後に画家に描かせた絵では、突撃の号令時には上半身は肩近くまで腕まくりしたシャツ姿で描かれている。途中からシャツを脱ぎ捨てたのであろうか。

#### 連隊長車の砲塔から身を乗り出し、日章旗を振って陣頭指揮
夏季の千島列島の例に漏れず、昭和20年8月18日の占守島は、夏季の千島列島につきものである海霧に覆われており、占守島北岸に近い四嶺山では特に海霧が濃く、視界が僅か50メートル程度になることもあった。
第2回攻撃（後述）時の池田を望見した他部隊兵卒の証言によると、海霧が立ち込めて視界の悪い戦場で、池田は先頭を走る連隊長車の砲塔から敵弾を怖れずに上半身を乗り出し、右手に日章旗・左手に抜身の軍刀をそれぞれかざし、色鮮やかで視認性の高い日章旗を振ることで、後続する車列を自在に操っていたという。

### 攻撃（第1回）
06:20、池田は四嶺山の南に位置する高地に到着した。ここで第3中隊と第4中隊が合流し、池田が戦闘に投入できる戦車は30数両に増えた。
池田は、四嶺山に健在の村上大隊を迂回して戦線背後に突出しているソ連軍部隊を発見し、下記のように判断した。
- 歩兵1個中隊の小兵力である。
- 対戦車砲を有さない。
- 火砲は、対戦車戦闘に不適な迫撃砲のみ。
- 四嶺山の村上大隊を攻囲している敵主力部隊から孤立しており、各個撃破できる公算大。

戦機到来と見た池田は、第91師団長 堤不夾貴中将、歩兵第73旅団長 杉野巌少将に無線電信で突入する旨の電文を送り、歩兵の援護なく、代わりにあり合わせの工兵1個中隊の援護のみでソ連軍部隊を襲撃した。
戦車第11連隊の攻撃を受けたソ連軍歩兵1個中隊は、四嶺山の村上大隊を攻囲しているソ連軍主力部隊に向け退却し、追撃する戦車第11連隊は、続いてソ連軍主力部隊の背後を襲った。
正面の村上大隊と背面の戦車第11連隊に挟撃され、にわかに攻守が逆転して浮足立つソ連軍主力部隊を、村上大隊陣地の高射砲（2門）が水平射撃で薙ぎ倒した。
さらに、増援の独立歩兵第283大隊（大隊長：竹下三代二 少佐〈陸軍少尉候補者9期、占守島の戦いで重傷を負った〉。竹下大隊）の各隊が四嶺山に到着して戦闘加入し、耐えかねたソ連軍主力部隊は、四嶺山から、上陸地点の竹田浜方面に敗走した。
池田と共に連隊長車に跨乗していた指揮班長の戦車第11連隊附 丹生勝丈 少佐（陸士53期）は、戦闘開始後まもなく連隊長車の砲塔上で敵弾により戦死した。

### 攻撃（第2回）、戦死
07:25、ソ連軍主力部隊を四嶺山から駆逐した戦車第11連隊は、四嶺山の山頂に再集結した。
四嶺山の山頂から海霧を通して敵情を観察していた池田は、四嶺山の山頂から北東500メートルの山麓に集結するソ連軍主力部隊（歩兵）を発見した。なお、戦車は前下方への視界が皆無であるため、山肌のような不整地に多い前下方の障害物（小山や空隙など）を目視できず、「山肌を下りながらの戦闘」は苦手である。

07:50、池田は下記のように下令し、四嶺山を駆け下りて山麓のソ連軍主力部隊を襲撃した。

出撃時の池田の言葉が記録されている。
再び先頭を走る連隊長車には、第1回攻撃で戦死した、戦車第11連隊附 丹生勝丈少佐の遺体が括り付けられていた。

戦車第11連隊の第2回攻撃について、国端崎陣地を死守していた 片桐茂 中尉（出典〈〉には官姓名のみ記載）が下記のように記している。
四嶺山から国端崎方面に追い落とされたソ連軍主力部隊であるが、対戦車兵器（対戦車砲4門・対戦車ライフル約100挺、対戦車手投黄燐弾など）を次々に陸揚げして、戦車第11連隊への迎撃態勢を整えていた。
第2回攻撃において、池田は被弾炎上する連隊長車と共に戦死したが（昭和20年9月中旬以降に実施された遺体収容作業で、焼けただれた連隊長車、池田の遺体が発見された。→「#炎上する連隊長車の中、命尽きるまで戦った池田と部下」）、連隊長車が炎上した瞬間を目撃した者は存在せず、池田が戦死した時刻は不明である。44歳没。

### 部下らの戦闘継続
その後も、戦車第11連隊の奮戦は続き、中隊長らにも戦死者が続出しながらも、ソ連軍に多大な被害を与えた。その後、戦列が乱れたため、いったん四嶺山南側に終結し直し、このとき31両が集まったという。日本側の証言にも、午後1時頃ではないかとするが、池田連隊長の戦死した四嶺山北側がソ連兵ばかりになっていたことを伝えるものがある。
しかし、隊列を立て直した戦車隊は３回目の突撃を敢行、多数の犠牲者を出しながらも、四嶺山北側の日本軍自身が対戦車用に掘った壕で止まるまで進み、四嶺山北側からもソ連兵を駆逐する。この辺りの流れは、『戦史叢書』の伝えるソ連側戦史資料と概ね合致する。ただし、当時の関係者に広く取材した潮田健二は、いったん四嶺山を奪った後は、南側に引揚げたことはあるものの四嶺山をソ連軍に渡したことはないとする。
内田少尉によれば、小隊長の中では彼が先任将校であったため、事実上指揮をとっていた。その後、最先任者となった第4中隊長 伊藤力雄大尉（陸士55期）が合流、戦車第11連隊の指揮権を継承し、10:00過ぎに同連隊の残存戦車を四嶺山の南東麓に集め、国端崎方面のソ連軍主力部隊との対峙態勢に入ったともされる。潮田健二は、伊藤大尉はいち早く戦場に出向いたものの攻撃を受けて擱座、占守街道東側に退いていたとする。なお、伊藤大尉の中隊は足の速い軽戦車が多く、もともと偵察中隊だったとする主張もある。やがて霧が薄れ、ソ連機が飛来、空襲を行うようになる。内田少尉によれば、対空戦闘に入るため戦車隊は四嶺山南側に退いたとし、伊藤大尉の戦車は整備に手間取り、この頃遅れて合流したとする。大野芳は、戦車隊が対空戦闘に入ったのは伊藤大尉の指揮だとの証言を、内田から聞いたとしている。

### 戦いの結末
日本軍側では自衛戦闘も18日午後4時までとされていたため、最初の停戦交渉の軍使が白旗を掲げてソ連軍側陣地に向かう。出発はかなり遅れて、当日午後３時頃だったとされる。交渉は手間取り、その間も散発的な戦闘は続くが、19日軍使とソ連側で一応の交渉はなり、さらに多少の紆余曲折はあったもの21日に停戦の正式調印、23日日本軍の武装解除に至る。
交戦中は砲撃戦もあったことであり、日本軍側が押さえていた街道や国端崎の砲台周辺では戦場整理と呼ばれる遺体・負傷者の回収は早くから行われていたようだが、日ソ両軍が対峙し戦力の真空地帯のようになっていた四嶺山での戦場整理はソ連軍の許可がなかなか下りず、最初の戦場整理が認められたのは9月中旬以降だったという。それも日本兵の死体も多かったため兵士らの憤激を煽らないよう最初の戦場整理は将校のみで行ったという。
この9月中旬以降の激戦地であった四嶺山で行われた戦場整理で池田大佐の死体が発見された。女体山と六九高地の中間地点で被弾炎上・擱座している連隊長車が発見された。

#### 炎上する連隊長車の中、命尽きるまで戦った池田と部下
連隊長車の中から、壁面にもたれて立ったまま息絶えている半焼死体が発見されたが、戦車第11連隊軍医長 木下不二夫 軍医少佐が「連隊長なら奥歯に金冠がかぶせてある」と指摘したことで、池田の遺体であることが確認できた。
戦車第11連隊 第3中隊 第3小隊長として四嶺山の戦闘を生き残り、遺体収容作業に参加して、連隊長車の中の池田の遺体を実見した 内田弘 少尉は、大野芳（占守島の戦いから65年後の2010年に『8月17日、ソ連軍上陸す』〈中公文庫〉を上梓した）に宛てた手紙に下記のように記している。
また、連隊長車の操縦手である 高橋厚 准尉 の背中は焼け崩れており、炎の中で、命尽きるまで転把（ハンドル）を離さずに操縦を続けていたことがうかがえた。

### 「混戦乱闘の模様は、ここに戦った者にしか判らない」
戦車第11連隊の指揮権を継承した伊藤力雄大尉は、占守島の戦いの終結まで無事であり、停戦後に同連隊の生存将兵と共にソ連によってシベリアに抑留された。昭和23年（1948年）頃にシベリアから日本への生還を果たしたものの、既に体を蝕まれており、再起することなく5年後の昭和28年（1953年）3月に病没した。一時指揮を担当する形となった内田弘少尉は、その後も読売新聞や大野芳の取材に回答している。
伊藤力雄大尉・船水達夫大尉（第1中隊長、戦死）両名の陸士55期同期生で、占守島の戦い当時はいなかったものの自身も太平洋戦争前期に第11戦車連隊の中隊長を務めた潮田健二が、戦後に生存者からの直接聴取と一次史料検討をもとにしたとする『み霊よ安かれ―船水達夫君・伊藤力雄君のこと：戦車第11聯隊の最期』を、雑誌『偕行』（昭和48年3月号－同年6月号）に連載し、戦車第11連隊の奮戦を後世に伝える貴重な記録となっている。しかし潮田にも、生前の伊藤大尉から占守島の戦いについて聴取する機会はなかった。
なお、占守島の戦いでは、ソ連軍の死傷者数は日本軍推定の多いものでも３千名とされている。第一砲兵隊長の加瀬谷は、上陸用舟艇を13隻撃沈したことから、泳いだ者3千人、戦死者2千人ではないかという数字を出している。これが、潮田健二の説では、上陸後の戦いのみで、死傷者３千人、遺棄死体２千人となっている。
四嶺山の戦闘について、潮田は下記のように述べている。

### 戦車第11連隊の損害
戦車第11連隊の主な将校の生死の状況は以下の通り。
※ 特記ある場合を除く出典：。
連隊長 池田 末男 大佐（陸士34期） †戦死。
連隊附（指揮班長）丹生 勝丈 少佐（陸士53期） †戦死。
連隊附（通信隊長）佐藤三男 大尉（陸士56期） †戦死。
連隊附（本部副官）緒方静夫 大尉（陸士56期） †戦死。
連隊附 吉田 中尉（陸士57期） †戦死。
第1中隊長 船水 達夫 大尉（陸士55期） †戦死。
第2中隊長 宮家 儀 大尉（陸士56期） †戦死。
第3中隊長 藤井 大尉（陸士54期） †戦死。
第4中隊長 伊藤 力雄 大尉（陸士55期）合流後、最先任者として戦車第11連隊の指揮権を継承。
第5中隊長 古沢 薫中尉（甲種幹部候補生6期） †戦死。 内田少尉によれば、戦車整備が手間取り、遅れて戦場に到着、停戦交渉が進むのを待つ中、当日午後８時頃、戦闘に参加出来なかったことが申し訳ないと一人で軍刀を持ってソ連軍側に切り込みに行き、戻って来なかったという。篠田中尉の手記によれば、第2回攻撃のさなかと思われるが、古沢は歩いてやってきて、さらに連隊長に連絡をとるために霧の中に入っていき帰って来なかったという（霧のために篠田中尉と再合流できなかっただけで、内田・篠田の証言ともに正しい可能性がある。）。
第6中隊長 小宮要 大尉（陸士56期）
整備中隊長 高石長四郎 大尉〈陸軍少尉候補者〉※ 池田の命により連隊本部で残留隊長を務め、戦闘に参加しなかった。
各中隊の小隊長たる将校（例：第3中隊 小島中尉）については、管見の範囲では詳細が判明しない。また他に、指揮権を有しない各部将校（例：軍医長 木下不二夫 軍医少佐）がいる。
約4時間の激戦により、同連隊の戦死者は97名に上り、戦車27両を失った。

## 戦没後

### 11年後に確認された少将進級
「秦 2005, p. 15, 第1部 主要陸海軍人の履歴：陸軍：池田末男」には下記のように記載されている。
一方で、『偕行』（昭和31年〈1956年〉11月号）には、陸士34期同期会幹事が下記のように記している。
戦死（昭和20年8月18日）による池田の少将進級（同日付）であるが、その辞令の発令が正式に完了していたのか長らく確認できていなかったが、陸士34期同期生らの尽力により、11年後の昭和31年にようやく確認できたことが分る。

### 戦車第11連隊将兵の遺骨

#### シベリア抑留を潜り抜けた遺骨
占守島の戦いが終結した後、激戦地となった四嶺山で回収された、池田をはじめとする戦車第11連隊将兵97名の遺骨は、同連隊の将校たちによって保全され、シベリア抑留を潜り抜けて日本に持ち帰られ、舞鶴港で厚生省に引き渡された。

### 池田の遺品、戦車第11連隊将兵の慰霊碑
戦後は、池田の遺族が、池田の遺品（池田の肖像写真、池田の公用名刺、戦車第11連隊将兵が撮影した敗戦前の占守島の写真15葉、など約300点）を保管し続けた。
占守島の戦いで斃れた、池田を初めとする戦車第11連隊将兵の三十三回忌を迎えた昭和52年（1977年）、池田の出身地である愛知県豊橋市の池田家墓所に、池田の長女が戦車第11連隊将兵の慰霊碑を建立した。高さ60センチメートル x 幅100センチメートルの慰霊碑には、正面に縦書きで「戦車第十一聯隊／将兵／眠る」と刻まれ、裏面には、「戦車第十一聯隊将兵は…」で始まる、池田が発した訣別電（宛：第91師団長 堤不夾貴中将・歩兵第73旅団長 杉野巌少将、昭和20年8月18日 06時50分付）が刻まれている。

#### 陸上自衛隊第7師団への移管
令和2年（2020年）、豊橋市で池田の遺品の保管・戦車第11連隊将兵慰霊碑の管理にあたっていた池田の長男が死去した。その後、遺品と慰霊碑は、陸上自衛隊第7師団（北海道千歳市・東千歳駐屯地）に移管されることとなった。遺品と慰霊碑の将来を憂う池田の遺族の、第7師団司令部への申し出による措置であった。
令和5年（2023年）、池田の遺品は第7師団史料館（東千歳駐屯地）に収蔵され、戦車第11連隊将兵慰霊碑は第7師団史料館の中庭に移設された。第7師団史料館は、同年8月に、新たに収蔵した池田の遺品を展示に加えた。同年8月3日、第7師団司令部は、整備が完了した戦車第11連隊将兵慰霊碑を報道陣に公開した。には、占守島の戦いで斃れた、池田を初めとする帝国陸軍戦車第11連隊将兵の慰霊碑が中庭に設置され、池田の遺品が収蔵・展示されている。
第7師団史料館（平日の午前9時から午後4時まで開館）を見学するには、見学希望日の2週間前までに、第7師団司令部に電話で申し込む必要がある。電話番号は、第7師団公式サイト（外部リンク）を参照。見学は無料。

### 陸上自衛隊による顕彰

#### 陸上自衛隊 第11旅団 第11戦車隊
陸上自衛隊第11旅団（北海道札幌市・真駒内駐屯地）隷下の機甲部隊である第11戦車隊（北海道恵庭市・北恵庭駐屯地）は、池田が指揮した帝国陸軍戦車第11連隊の隊号「11」と愛称「士魂」を引き継ぐことで、戦車第11連隊の奮戦を顕彰している。

#### 陸上自衛隊 第7師団 第11普通科連隊
陸上自衛隊第7師団（北海道千歳市・東千歳駐屯地）は、帝国陸軍がソ連軍の侵攻を跳ね返した占守島の戦いを語り継いでいる。第7師団隷下の普通科連隊（歩兵連隊）である第11普通科連隊（同じく東千歳駐屯地）は、第11旅団第11戦車隊と同様に、戦車第11連隊の奮戦を顕彰して、隊号「11」と愛称「士魂」を引き継いでいる。
池田の遺品、戦車第11連隊将兵慰霊碑が第7師団に移管された令和5年、第11普通科連隊は、散華した将兵の祥月命日である8月18日に慰霊祭を挙行した。

## 年譜
- 大正11年7月28日：陸軍士官学校卒業（第34期）
- 大正11年10月25日：任 陸軍騎兵少尉・騎兵第25聯隊附
- 大正14年10月26日：陸軍騎兵中尉
- 昭和7年8月8日：陸軍騎兵大尉・騎兵第27聯隊中隊長
- 昭和10年12月：陸軍士官学校教官
- 昭和11年8月1日：陸軍士官学校学生部附
- 昭和12年7月：陸軍騎兵学校教官
- 昭和12年11月：陸軍騎兵少佐
- 昭和16年8月：陸軍中佐
- 昭和16年11月：公主嶺陸軍戦車学校 教官
- 昭和17年11月：四平陸軍戦車学校 教官（※ 公主嶺陸軍戦車学校が移転により改称）
- 昭和19年7月15日：四平陸軍戦車学校 校長代理
- 昭和19年12月：戦車第11聯隊長（昭和20年1月22日に布達式）
- 昭和20年6月：陸軍大佐
- 昭和20年8月18日：戦死・陸軍少将

## 逸話
- 四平の陸軍戦車学校の教え子に作家の司馬遼太郎がおり、司馬は池田から大いに薫陶を受け、後に「いまでも、私は、朝、ひげを剃りながら、自分が池田大佐ならどうするだろう」と自問し、「わからない。何十年たっても答えが出ない」と述べている[50]。
- 占守島に連隊長として赴任したとき、荷物は柳行李ひとつだったという。
- 連隊長の職にあっても、入浴や下着の洗濯などの身の回りのことは、当番兵を使わずに自分で済ませた[51]。これに当番兵が恐縮すると「お前たちは私ではなく、国に仕えているのだ」と言った[51]。連隊の学徒出身者には「貴様たちは、得た知識を国のために活かすのが使命だ。自分たち軍人とは立場が違う」と語った[51]。
- 1945年（昭和20年）1月24日の布達式の際、吹雪の中で机の上に立ち挨拶を行ったという。
- 占守島の戦いの終結後、四嶺山などで行われた遺体収容作業に参加した元戦車第11連隊の兵卒は、「幌筵島の柏原から応援に来た衛生兵が、戦死者と重傷者[注釈 18]を乗せたトラックを、まだ生きている者がいるのを承知の上でガソリンで焼き払い、『もう助からない。このまま生きて苦しめるよりも、本人のためなんです』[28]と言ったのを目撃した」という旨を戦後に証言している[28]。

ただし、当該証言の出典を検討すると、「戦場整理は昭和20年9月上旬から何度かにわけて実施され」と記されているにもかかわらず、「すると、道路脇に、日本兵の戦死者や重傷の兵士が横たわっていた」「五、六人の歩兵が、日本兵の遺体や負傷兵をトラックの荷台に積みこんでいった」などと戦闘終結直後の情景であるかのように記されている点に注意を要する。